# Aproximante lateral alveolar velarizada
La aproximante lateral alveolar velarizada, también conocida como l oscura, es un tipo de sonido consonántico utilizado en algunos idiomas hablados. El símbolo regular en el Alfabeto Fonético Internacional que representa este sonido es ⟨lˠ⟩, aunque la letra dedicada ⟨ɫ⟩ es quizás más común.
Dependiendo del idioma y el dialecto, este sonido puede ser faringealizado. La velarización y la faringealización generalmente se asocian con más articulaciones dentales de consonantes coronales, de modo que la l oscura tiende a ser dental o dentialveolar mientras que la l clara tiende a retraerse a una posición alveolar.

## Características
- Su modo de articulación es aproximante, lo que significa que se produce con un articulador cerca de otro, la lengua y el alvéolo dental, pero sin que se reduzca la apertura hasta el punto en que se produzca una turbulencia de aire audible.
- Su Punto de articulación es dental o alveolar, lo que significa que se articula con la punta (o, más raramente, la hoja) de la lengua contra los dientes superiores, o más raramente inferiores (dentales), o contra la cresta alveolar (alveolar).
- Tiene una articulación secundaria de velarización o faringealización, lo que significa que la parte posterior o raíz de la lengua se acerca al paladar blando (el velo), o la parte posterior de la garganta, respectivamente.
- Su tipo de fonación es sonora, lo que significa que las cuerdas vocales vibran durante la articulación.
- Se trata de una consonante lateral, lo que significa que el flujo de aire pasa a lo largo de los lados de la lengua.
- Es una consonante oral, lo que significa que el aire puede escapar únicamente por la boca.
- El mecanismo de la corriente de aire es pulmonar , lo que significa que se articula empujando el aire únicamente con los músculos intercostales y el diafragma , como en la mayoría de los sonidos.

## Ocurre en
Alveolar
| Idioma            | Idioma              | Palabra        | AFI         | Significado  | Notas                                                                                                   |
| ----------------- | ------------------- | -------------- | ----------- | ------------ | --- |
| Albanés           | Albanés             | ha'll'a        | [ˈhäɫä]     | 'tía'        | |
| Árabe             | estándar            | الله ʼAllah    | [ʔɑɫˈɫɑːh]  | 'Dios'       | También transcrito como ⟨lˤ⟩. Muchos acentos y dialectos carecen del sonido y en su lugar pronuncian l. |
| Bashkir           | Bashkir             | ҡала ǩala      | [ˈqɑˈɫɑ]    | 'ciudad'     | |
| Búlgaro           | Búlgaro             | ъгъл ăgăl      | [ˈɤ̞̈ɡɐɫ]     | 'Esquina'    | |
| Catalán           | Dialecto oriental   | ce'l·l'a       | [ˈsɛɫːə]    | 'celúla'     | Puede ser siempre oscura en muchos dialectos.                                                           |
| Catalán           | Dialecto occidental | alt            | [aɫ(t)]     | 'Alto'       | Puede ser siempre oscura en muchos dialectos.                                                           |
| Neerlandés        | Neerlandés          | ba'l'          | [bɑɫ]       | 'balón'      | Alófono posvocálico de /l/. Siempre puede ser oscura en algunos dialectos holandeses.                   |
| Inglés            | Australiano         | pee'l'         | [pʰiːɫ]     | 'cáscara'    | Muy a menudo apical; siempre puede ser oscura en Australia y Nueva Zelanda.                             |
| Inglés            | Canadiense          | pee'l'         | [pʰiːɫ]     | 'cáscara'    | Muy a menudo apical; siempre puede ser oscura en Australia y Nueva Zelanda.                             |
| Inglés            | Dublín              | pee'l'         | [pʰiːɫ]     | 'cáscara'    | Muy a menudo apical; siempre puede ser oscura en Australia y Nueva Zelanda.                             |
| Inglés            | Estadounidense      | pee'l'         | [pʰiːɫ]     | 'cáscara'    | Muy a menudo apical; siempre puede ser oscura en Australia y Nueva Zelanda.                             |
| Inglés            | Neozelandés         | pee'l'         | [pʰiːɫ]     | 'cáscara'    | Muy a menudo apical; siempre puede ser oscura en Australia y Nueva Zelanda.                             |
| Inglés            | RP                  | pee'l'         | [pʰiːɫ]     | 'cáscara'    | Muy a menudo apical; siempre puede ser oscura en Australia y Nueva Zelanda.                             |
| Inglés            | Sudafricano         | pee'l'         | [pʰiːɫ]     | 'cáscara'    | Muy a menudo apical; siempre puede ser oscura en Australia y Nueva Zelanda.                             |
| Inglés            | escocés             | loch           | [ɫɔx]       | 'lago'       | Puede ser siempre oscura, excepto en algunos préstamos del gaélico escocés.                             |
| Griego            | Dialecto del norte  | μπάλα' bá'll'a | [ˈbaɫa]     | 'balon'      | Alofono de /l/ ante /a o u/.                                                                            |
| Islandés          | Islandés            | sigldi         | [sɪɫtɪ]     | 'Navego'     | Raro.                                                                                                   |
| Irlandés          | Irlandés            | 'l'á           | [ɫɑː]       | 'Día'        | |
| Noruego           | Norte               | spelle         | [spæɫːe]    | 'Jugar'      | |
| Osetio            | Osetio              | Алани Alani    | [äˈɫäːni]ⓘ  | 'Alania'     | |
| Escocés           | Escocés             | f'l'uir        | [fɫyːr]     | 'flor'       | |
| Serbo-Croata      | Serbo-Croata        | лак / 'l'ak    | [ɫâ̠k]       | 'Fácil'      | Puede ser silábico; contrasta con /ʎ/.                                                                  |
| St’át’imcets      | St’át’imcets        | qaoḻ           | [qáɫ]       | 'Malo'       | |
| Taos              | Taos                | [kīǣˈwǣɫmã̄]    | [kīǣˈwǣɫmã̄] | 'sé fuerte'  | |
| Turco             | Turco               | kızı'l'        | [kɯzɯɫ]     | 'Rojo'       | |
| Galés             | dialectos del norte | 'l'o'l'        | [ɫɔɫ]       | 'disparates' | |
| Frisón occidental | Frisón occidental   | 'l'ân          | [ɫɔːn]      | 'Tierra'     | |

Dental o dento-alveolar
| Idioma          | Idioma                    | Palabra           | AFI           | Significado          | Notas |
| --------------- | ------------------------- | ----------------- | ------------- | -------------------- | --- |
| Bielorruso      | Bielorruso                | Беларусь          | [bʲɛɫ̪äˈrus̪ʲ]  | 'Bielorrusia'        | Contrasta con formas palatalizadas. |
| Catalán         | Catalán                   | mi'l' dòlars      | [miɫ̪ ˈd̪ɔɫərs̺] | 'Mil dolares'        | Alofono de /l/ ante /t d/ en muchos dialectos. |
| Lituano         | Lituano                   | 'l'abas           | [ˈɫ̪äːbɐs]     | 'hola'               | Contrasta con [l̪ʲ]. |
| Macedonio       | Macedonio                 | лук luk           | [ɫ̪uk]         | 'Cebolla'            | Sólo antes de vocales posteriores (/a o u/) y sílaba final.. |
| Noruego         | Suroeste                  | tale              | [ˈt̪ʰɑ̈ːɫ̪ə]     | 'Discurso', 'hablar' | Alofono de /l/ después de /ɑ ɑː ɔ oː/. |
| Polaco          | dialectos orientales      | 'ł'apa            | [ˈɫ̪äpä]       | 'pata'               | Corresponde a /w/ en el polaco estándar. |
| Portugués       | Europeo                   | mi'l'             | [miɫ̪]         | 'mil'                | Coda ahora es vocalizada a /w/ o /u̯/ ~ /ʊ/ o /ʊ̯/ en la mayoría de Brasil (como en las zonas rurales de Alto Minho y Madeira). Puede ser siempre oscura en la mayoría de los dialectos, principalmente antes de las vocales posteriores/redondeadas y cercanas/no redondeadas. |
| Portugués       | Mayoría de dialectos      | 'L'ituânia        | [ɫ̪it̪uˈɐ̃ɲ̟ɐ]ⓘ   | 'Lithuania'          | Coda ahora es vocalizada a /w/ o /u̯/ ~ /ʊ/ o /ʊ̯/ en la mayoría de Brasil (como en las zonas rurales de Alto Minho y Madeira). Puede ser siempre oscura en la mayoría de los dialectos, principalmente antes de las vocales posteriores/redondeadas y cercanas/no redondeadas. |
| Portugués       | Mayor general brasileño [ | á'l'coo'l'        | [ˈäɫ̪ko̞ɫ̪]      | 'alcohol', 'etanol'  | Coda ahora es vocalizada a /w/ o /u̯/ ~ /ʊ/ o /ʊ̯/ en la mayoría de Brasil (como en las zonas rurales de Alto Minho y Madeira). Puede ser siempre oscura en la mayoría de los dialectos, principalmente antes de las vocales posteriores/redondeadas y cercanas/no redondeadas. |
| Ruso            | Ruso                      | малый             | [ˈmɑ̟ɫ̪ɨ̞j]      | 'pequeño'            | faringealizado. |
| Gaélico escocés | Gaélico escocés           | Ma'll'aig         | [ˈmäʊɫ̪ækʲ]    | 'Mallaig'            | |
| Serbo-croata    | Serbo-croata              | столца / sto'l'ca | [s̪t̪ǒ̞ːɫ̪t̪͡s̪a̠]    | 'silla' (gen. sg.)   | Alofono de /l/ ante /t d s z t͡s/; puede ser silábico. |